# 로버트 호건
로버트 호건(Robert Hogan, 1933년 9월 28일 ~ 2021년 5월 27일)은 미국의 배우이다.

## 출연 작품
- 유스 인 오리건 (2016, Youth in Oregon)
- 웰컴 투 아카데미아 (2009년)
- 스윗 랜드 (2005년)
- 더 슬리피 타임 갤 (2001년)
- 큐피드 앤 케이트 (2000년)
- 스피시즈 2 (1998년)
- 레이디 (1979년)
- 형사 Q (1976년)
- 샌프란시스코 수사반 (1972년)
- 수사관 맥클라우드 (1970년)
- FBI (1965년)
- 호간의 영웅들 (1965년)
- 딜론 보안관 (1955년)

### 텔레비전
- 더 와이어 시즌1 (2002년)
- 우리 생애 나날들 (1965년)
- 원 라이프 투 리브 (1968년)
- 배트맨 - 66년 TV 시리즈 (1966년)
- 명탐정 바나비 존즈 (1973년)
- 애즈 더 월드 턴즈 (1956년)
- 법과 질서 (1990년)
- 법과 질서 - 뉴욕 특수수사대 (2001년)